# Donnington (Gloucestershire)
Donnington – wieś w Anglii, w hrabstwie Gloucestershire, w dystrykcie Cotswold. Leży 38 km na wschód od miasta Gloucester i 121 km na północny zachód od Londynu.